# Slawonisches Grenz-Husaren-Regiment
Das Regiment war ein Kavallerieverband, der 1747 als Slawonische Husaren für die kaiserlich-habsburgische Armee errichtet wurde.  1769 wurde das Regiment als  Cavallerie-Regiment Nr. 43 in die Kavallerie-Rangliste eingestellt und 1780 wieder aufgelöst. Zur Systematik wurden nachträglich folgende Nummerierungen eingeführt: 1747/2 (nach Tessin), Grenzhusarenregiment H IV (nach Bleckwenn).
Die Grenzregimenter führten nicht den Namen eines Regimentsinhabers (soweit ein solcher vorhanden war), sondern eine regionale Bezeichnung.

## Formationsgeschichte
- 1747 wurde das Regiment auf dem Gebiet längs der Save durch den Feldmarschalleutnant Engelshofen mit zunächst sechs  Eskadronen aufgestellt.
- 1750 erfolgte eine Umformierung der Grenztruppen, die „Slawonischen Grenz-Husaren“ wurden mit dem syrmischen Husaren zusammengelegt und führten von da an den Namen „Syrmisches Husaren-Regiment“. Dieser Verband hatte acht Eskadronen.
- 1753 wurde dieses Regiment in "Slawonisches Husarenregiment" umbenannt und auf sechs Eskadronen reduziert.
- 1780 wurde das Regiment aufgelöst, je zwei Eskadronen wurden einem Infanterie-Regiment zugeteilt.
- 1785 die geplante Wiederaufstellung unter Einbeziehung der „Banatisch-Illyrischen Husaren Eskadronen“ wurde nicht durchgeführt.

## Garnison
- Vinkovci, später Golobordo

## Regimentsinhaber
- 1750–1761 Feldmarschall-Lieutenant Franz Freiherr von Engelshofen.

## Regiments-Kommandanten
- 1747 Obristlieutenant Alexander von Petrandi
- 1753 Obrist Conrad Graf Brunyan
- 1762 Oberst Marquis Belcredi
- 1772 Oberst Christoph Freiherr von Wallisch
- 1779 Oberst Peter Vitus von Quosdanovich

## Gefechtskalender
→ Siebenjähriger Krieg
- 1758 Verlegung auf den Kriegsschauplatz nach Mähren. Einsatz in der Schlacht bei Hochkirch
- 1759 Kämpfe beim Überfall auf Greiffenberg und dem Gefecht bei Maxen
- 1760 Im Verband der Reichsarmee kämpfte das Regiment mit Auszeichnung im Gefecht bei Strehlen und in der Schlacht bei Torgau
- 1761 Sicherungs- und Patrouillendienste in Sachsen, ohne größere Aktion
- 1762 Gefecht bei Döbeln

→ Bayerischer Erbfolgekrieg
- 1778 war das Regiment der Armee in Böhmen zugeteilt und nahm am Gefecht bei Taubnitz teil
- 1779 geriet eine Eskadron unter Rittmeister Graf Brankovich bei Skrochowitz in einen Hinterhalt, konnte sich jedoch aus eigener Kraft freikämpfen. Das Regiment war noch am Gefecht bei Freihermersdorf beteiligt.

## Adjustierung
- Schwarzer Tschako mit papageigrünem Kolpak, papageigrüner Pelz, roter Dolman, krapprote Hose, gelbe Knöpfe

## Anmerkung
Ein Regiment bestand in der Österreichisch-Ungarischen Kavallerie in der Regel aus drei bis vier (in der Ausnahme auch mehr) Division. Jede Division hatte drei Eskadronen, deren jede wiederum aus zwei Kompanien bestand. Die Anzahl der Reiter in den einzelnen Teileinheiten schwankte, lag jedoch normalerweise bei etwa 80 Reitern je Kompanie.
Die einzelnen Divisionen wurden nach ihren formalen Führern benannt:
- die 1. Division war die Oberst-Division
- die 2. Division war die Oberstlieutenant (Oberstleutnant)-Division
- die 3. Division war die Majors-Division
- die 4. Division war die 2. Majors-Division

Bis zum Jahre 1798 wurden die Regimenter nach ihren jeweiligen Inhabern (die nicht auch die Kommandanten sein mussten) genannt. Eine verbindliche Regelung der Schreibweise existierte nicht. (z. B. Regiment Graf Serbelloni – oder Regiment Serbelloni.) Mit jedem Inhaberwechsel änderte das betroffene Regiment seinen Namen. Nach 1798 galt vorrangig die nummerierte Bezeichnung, die unter Umständen mit dem Namen des Inhabers verbunden werden konnte.